# Magdi Allam
Magdi Cristiano Allam, nato Magdi Allam (in arabo مَجْدِي علام‎?, Maǧdī ʿAllām; Il Cairo, 22 aprile 1952) è un giornalista, saggista e politico egiziano naturalizzato italiano.

## Biografia

### L'infanzia e il trasferimento in Italia
Per volontà della madre Safeya (Ṣāfiya), che lavorava come baby sitter per una famiglia benestante italiana, i Caccia, studiò presso il collegio cattolico delle suore comboniane al Cairo. Dal 1962 fino al 1970 proseguì i suoi studi in un collegio salesiano guidato da don Carlo Moroni. Imparò la lingua italiana e acquistò familiarità con la cultura italiana e occidentale e con la religione cattolica (pur non essendo ancora battezzato).
A vent'anni (1972) ottiene una borsa di studio bandita dal governo italiano e si trasferisce in Italia. Si laurea in Sociologia alla Sapienza - Università di Roma.
Allam ha tre figli: Davide, avuto dalla moglie Valentina Colombo, Sofia ed Alessandro, nati dal precedente matrimonio.

### L'attività giornalistica in Italia
La carriera giornalistica di Magdi Allam è iniziata nei primi anni ottanta. Si è occupato da subito di tematiche legate al Vicino Oriente e ai rapporti tra questo e l'Occidente. Dopo avere collaborato con i quotidiani il manifesto e con l'agenzia di stampa «Quotidiani Associati», dove scrive articoli di politica internazionale, entra a La Repubblica, dove lavora come editorialista e inviato speciale. Nel 2003 Stefano Folli lo porta al Corriere della Sera offrendogli la carica di "vicedirettore ad personam", una qualifica superiore a quella ricoperta a la Repubblica e che sollevava Allam da ogni responsabilità sulla linea politica del giornale. Il suo primo articolo al Corriere è datato 3 settembre 2003; Allam firma il suo ultimo articolo per il quotidiano di via Solferino il 30 novembre 2008, quando direttore è Paolo Mieli (i due si erano conosciuti nel 1978 alla «Quotidiani Associati»). Dal 2009 ha iniziato una collaborazione con Libero Quotidiano. Vince il Premio Letterario Internazionale "Il Molinello" 2009 – XIII Edizione con il libro "Grazie Gesù", edito da Mondadori. Dal 2011 ad oggi lavora come editorialista de Il Giornale.
Le sue posizioni severamente critiche sul mondo islamico (dura condanna di numerose associazioni islamiche da lui ritenute estremiste, proposta del divieto di costruire nuove moschee, teorie riguardanti rapporti occulti tra moschee e gruppi terroristici che ne avrebbero in alcuni casi anche finanziato la costruzione) gli hanno procurato critiche ma anche consensi.
I suoi ammiratori lo citavano spesso come modello di musulmano moderato e di arabo perfettamente integrato nel mondo, nella cultura e nel sistema di valori propri dell'Occidente; per i suoi detrattori si tratta invece di un personaggio inattendibile, che diffonde odio e sospetti. Sembra un incidente giornalistico (rimasto irrisolto) quanto da lui dichiarato il 31 maggio 2004 sul Corriere della Sera: Allam scrive che nel commando dell'iracheno Muqtada al-Sadr, che aveva rapito quattro italiani e trucidato Fabrizio Quattrocchi, vi era un italiano. Invitato a rivelarne il nome, Allam non lo fa, affermando che la notizia gli era stata comunicata dai servizi segreti italiani. La richiesta di Sandro Bondi e di Franco Servello in Parlamento fu che, a quel punto, il governo di Silvio Berlusconi avrebbe dovuto rivelare "di quali notizie disponga" e quali fossero "i collegamenti tra terrorismo islamico e componente italiana del terrorismo internazionale". Al di là dell'indimostrata esistenza di una "componente italiana del terrorismo internazionale" a quella data, tali domande, così come quella avanzata dal gruppo DS al Senato, rimasero senza risposta alcuna, né Allam confermerà mai quella che di fatto è rimasta una dichiarazione senza alcuna fonte accertabile.
Nel 2006 Allam ha vinto, congiuntamente a tre altri giornalisti, il premio Dan David, istituito dall'omonima fondazione israeliana in onore di un imprenditore israeliano. Il premio, dotato di 1 milione di dollari, fu diviso come da regolamento in parti uguali con gli altri tre vincitori, e donò il 10% del premio a studenti laureati nei loro rispettivi campi. Gli è stato assegnato per "il suo incessante lavoro mirante a favorire la comprensione e la tolleranza fra le culture".

### La conversione al cattolicesimo
Il 22 marzo 2008, durante la veglia pasquale, Magdi Cristiano Allam formalizzò la sua conversione al Cattolicesimo ricevendo in San Pietro in Vaticano da papa Benedetto XVI battesimo, cresima ed eucaristia in un'unica circostanza.
Riguardo a Benedetto XVI dichiarò:
(Magdi Allam. Lettera al Corriere della Sera, 23 marzo 2008.)
Con la conversione assunse il nome di Cristiano: già dal libro Grazie Gesù si firma come Magdi Cristiano Allam. Padrino del giornalista è stato Maurizio Lupi, all'epoca deputato di Forza Italia.
Yahya Sergio Yahe Pallavicini, vicepresidente della comunità islamica italiana Coreis, ha dichiarato all'ANSA di rispettare la scelta di Allam, pur avanzando qualche "perplessità" per il momento e il luogo «di così grande valore simbolico» scelto per la conversione: «Se Allam realmente è stato spinto da una forte ispirazione spirituale, forse sarebbe stato meglio procedere con delicatezza, magari con un prete a Viterbo, dove egli vive». L'UCOII, associazione islamica con la quale Allam ha sempre fortemente polemizzato, ha anch'essa dichiarato per bocca del suo portavoce, l'imam ʿIzz al-Dīn al-Zīr, di rispettare la scelta di Allam: «L'importante è che ogni persona viva la sua religiosità in modo pacifico e rispettando le altre religioni».

### La critica alla Chiesa
Il 25 marzo 2013 dichiara al quotidiano Il Giornale:
In un'intervista concessa al Wall Street International Magazine in data 15 agosto 2013, Magdi Cristiano Allam comunica quanto segue:

### L'elezione al Parlamento europeo
Il 30 novembre 2008 Magdi Allam annuncia la fondazione del partito Protagonisti per l'Europa Cristiana. In un'intervista al Corriere della Sera, Allam dichiara di aver creato questo nuovo soggetto politico anche per la tutela e l'affermazione in politica delle radici cristiane dell'Europa.
Allam sigla in seguito un accordo con l'UDC, in virtù del quale viene candidato come indipendente, capolista per il Nord-Ovest alle elezioni europee del 2009. È stato eletto al Parlamento Europeo con 39.637 preferenze personali.
A fine mandato, nel maggio 2014, risulterà tra i parlamentari più assenti alle votazioni nella legislatura con il 77,12 % di presenze alle votazioni in plenaria.

### La nascita di Io Amo l'Italia
Il 28 e 29 novembre 2009 si svolge a Solbiate Olona (VA) il primo congresso del movimento politico di Allam, che assume il nome di Io Amo l'Italia. Il movimento adotta come simbolo elettorale un disegno regalato da Giorgio Forattini raffigurante una bandiera italiana tricolore sulla quale è impressa una croce gialla. Il movimento politico Io Amo L'Italia ha istituito un "Centro per la riforma etica delle istituzioni", articolato su 11 commissioni tematiche.
Nel dicembre 2011 Allam abbandona il gruppo parlamentare del Partito Popolare Europeo (PPE), in polemica sulla tiepidezza del gruppo sui temi etici e sulla presenza nel PPE del partito islamico-conservatore turco Partito della Giustizia e dello Sviluppo (AKP), e si è iscritto al gruppo euroscettico Europa della Libertà e della Democrazia, dove siede assieme agli europarlamentari italiani della Lega Nord e ad altri movimenti nazionalisti, quali il Raggruppamento Popolare Ortodosso, il Partito Popolare Danese, il Movimento per la Francia, il Partito Politico Riformato, i Veri Finlandesi e il Partito Nazionale Slovacco.
Il 20 gennaio 2010, in vista delle elezioni regionali in Basilicata, Allam dichiara a Porta a Porta di volersi candidare alla presidenza della regione in rappresentanza del centro-destra, ma Berlusconi e Fini esprimono seri dubbi sulla candidatura. Successivamente Magdi Allam ha annunciato la sua candidatura con una lista propria, Io Amo la Lucania, che ha partecipato alle elezioni lucane attestandosi all'8,72%. In occasione della strage di Oslo del 22 luglio 2011, Allam si è segnalato per aver sostenuto che l'attentato è da considerarsi quale conseguenza del dilagare del multiculturalismo. È costantemente seguito da una scorta di 6 uomini su tre auto blindate.

### L'adesione a FdI
Nel 2014 aderisce a Fratelli d'Italia - Alleanza Nazionale, diventando membro dell'ufficio di presidenza del partito. Si è candidato alle elezioni europee del maggio 2014 nella circoscrizione Nord-Est, ma non è stato rieletto.
Nel 2015 si dimette dall'ufficio di presidenza del partito.

## Procedimenti giudiziari
- Nel maggio 2011 Allam fu condannato dal tribunale di Milano per diffamazione nei confronti del leader politico tunisino Rashid Ghannushi, all'epoca ricercato dal regime dittatoriale di Zine El-Abidine Ben Ali in patria e successivamente destinato ad essere eletto Presidente della Repubblica tunisina. Nel libro Viva Israele, Allam aveva espresso contro Ghannushi accuse che il Tribunale stabilì essere del tutto infondate, condannando lo stesso Allam al pagamento di 38 000 euro.[39]
- Nell'agosto 2011 il tribunale di Jesi condannò Allam per diffamazione ai danni dell'Unione delle comunità e organizzazioni islamiche in Italia per una falsa accusa di minaccia di morte ricevuta.[40]
- Nel febbraio 2012 la 1ª sezione civile di Milano sentenziò che Allam aveva diffamato due giornalisti del Corriere della Sera e del Sole 24 ORE, che nel suo libro Io amo l'Italia ma gli italiani la amano? (Mondadori), erano stati accusati da Allam di non essere mai stati a Bassora (Iraq) nel 2003. I giornalisti erano in realtà stati presi in ostaggio il 28 marzo 2003. Il tribunale condannò anche la Mondadori a cancellare i passaggi incriminati, in quanto giudicati frutto di una falsa ricostruzione dei fatti.[41]
- Nel dicembre 2014 viene assolto dall'accusa di 'Islamofobia' dal “Consiglio di disciplina” dell’Ordine dei Giornalisti. L'accusa di aver pubblicato sul quotidiano Il Giornale articoli caratterizzati da islamofobia”, perché “non compaiono valutazioni critiche per fatti di cronaca circostanziati ma affermazioni di carattere generale sulla religione islamica e coloro che la osservano, con una generalizzazione che colpisce anche quanti, moderati, tra i circa duemilioni presenti in Italia, rispettano le leggi del Paese che li ospita”. Nella motivazione della decisione di proscioglimento il Consiglio di disciplina ritiene che negli stessi articoli contestati “si esprime una critica alla religione islamica severa, piccata ma comunque circoscritta nei limiti della continenza espressiva, che in quanto giudizio ossia manifestazione del pensiero deve ritenersi legittima e insindacabile”.[42]
- Nel gennaio 2015 la corte d'appello di Milano ha condannato Allam a risarcire nuovamente l'Unione delle Comunità e Organizzazioni islamiche in Italia, per diffamazione, avendo accusato l'associazione di star "imponendo uno stato islamico".[43]

## Critiche e controversie
Lo scrittore Valerio Evangelisti ha definito Allam il "Pinocchio d'Egitto". Riguardo al libro di Allam "Saddam, storia segreta di un dittatore", ha contestato l'assenza di una vera e propria bibliografia e la scarsa qualità delle fonti adottate, ponendo per esempio l'attenzione sul fatto che l'intero secondo capitolo del libro sia basato su un articolo del settimanale Gente intitolato Sono stata per trent'anni l'amante di Saddam.
()
In seguito alla pubblicazione di Viva Israele, più di 200 intellettuali, scrittori e insegnanti hanno firmato una lettera aperta, inviata al settimanale «Reset», di condanna alla "lista di proscrizione" di "odiatori di Israele" redatta da Allam all'interno del suo libro.

### Accuse di disinformazione
Nel Natale del 2014 Magdi Allam pubblicò un post su Facebook, dove accusò la Chiesa cattolica di “condurre il Cristianesimo verso il suicidio” a causa di sacerdoti tolleranti verso i musulmani. Nello stesso post, il giornalista allegò alcuni video come prova dell'"islamizzazione" delle chiese italiane, video che in seguito furono sbugiardati dal sito di debunking Bufale.net. Infatti nei filmati non viene mostrata alcuna presunta "islamizzazione" ma solo una cerimonia interreligiosa avvenuta nemmeno in Italia, bensì alla All Saints Episcopal Church di Pasadena, in California. Inoltre nelle riprese si possono notare anche la presenza di ebrei e dell’attore musulmano Ben Youcef.
Allam sostiene inoltre l'esistenza di un "piano Kalergi" per la sostituzione etnica delle popolazioni europee sebbene non esistano prove che avvalorino questa teoria.

## Opere
- Islam, Italia. Chi sono e cosa pensano i musulmani che vivono tra noi, Milano, Guerini, 2001. ISBN 88-8335-208-4.
- Bin Laden in Italia. Viaggio nell'Islam radicale, Milano, Mondadori, 2002. ISBN 88-04-51416-7.
- Diario dall'Islam. Cronache di una nuova guerra, Milano, Oscar Mondadori, 2002. ISBN 88-04-50478-1.
- Jihad in Italia. Viaggio nell'Islam Radicale, Mondadori, Milano, 2002. ISBN 88-04-52421-9.
- Saddam. Storia segreta di un dittatore, Milano, Mondadori, 2003. ISBN 88-04-51633-X.
- Kamikaze made in Europe. Riuscirà l'Occidente a sconfiggere i terroristi islamici?, Milano, Mondadori, 2004. ISBN 88-04-51805-7.
- Vincere la paura. La mia vita contro il terrorismo islamico e l'incoscienza dell'Occidente, Milano, Mondadori, 2005. ISBN 88-04-50449-8.
- Io amo l'Italia, ma gli italiani la amano?, Milano, Mondadori, 2006. ISBN 88-04-55655-2.
- Viva Israele. Dall'ideologia della morte alla civiltà della vita: la mia storia, Milano, Mondadori, 2007. ISBN 978-88-04-56777-6.
- Grazie Gesù. La mia conversione dall'Islam al cattolicesimo, Milano, Mondadori, 2008. ISBN 978-88-04-57850-5.
- Europa cristiana libera. La mia vita tra verità e libertà, fede e ragione, valori e regole, Milano, Mondadori, 2009. ISBN 978-88-04-59008-8.
- Grazie alla vita. L'altra Italia che non smette di sognare, con Rita Coruzzi, Milano, Piemme, 2011. ISBN 978-88-566-1810-5.
- Il Corano spiegato da Magdi Cristiano Allam, a cura di Cherubino Mario Guzzetti, Milano, Elledici, 2015.
- Islam, siamo in guerra, Milano, Magic Press, 2015. ISBN 8877598735.
- Io e Oriana, Milano, MCA Comunicazione, 2016. ISBN 978-8877599261.
- Maometto e il suo Allah. Ovvero, L'invenzione del Corano, Milano, Piemme, 2017. ISBN 978-88-566-5988-7.
- Il Corano senza veli, Milano, MCA Comunicazione, 2017. ISBN 978-88-942-0382-0.
- Stop islam, Milano, MCA Comunicazione, 2020. ISBN 978-88-942-0383-7.
- Un miracolo per l'Italia, Milano, MCA Comunicazione, 2023.

### Vincere la paura (2005)
In Vincere la paura Magdi Allam ha portato testimonianze della sua vita sotto scorta, assegnatagli dal Ministero dell'interno italiano a seguito delle minacce ricevute da parte della dirigenza di Ḥamās per via delle critiche ripetute mosse da Allam medesimo al terrorismo suicida palestinese. Nello stesso libro, Allam ha inoltre accusato Roberto Piccardo, ex-segretario dell'UCOII, di averlo segnalato ad Ḥamās ai fini di farne decretare la condanna a morte, di complicità nei sequestri in Iraq nonché di «fomentare odii e incitare alla morte». A seguito della pubblicazione del libro, Piccardo ha sporto querela contro Allam.

### Io amo l'Italia. Ma gli Italiani la amano? (2006)
Nel suo libro Io amo l'Italia. Ma gli Italiani la amano? Allam scrive di come l'UCOII e la IADL (Islamic Anti-Defamation League) avrebbero assoldato un "plotone di esecuzione" composto da estremisti di destra e di sinistra con la finalità di assassinarlo e di "spargere veleni sulla [sua] credibilità ed onorabilità": questo per dare esecuzione al già citato mandato ad uccidere che sarebbe stato emesso dalla dirigenza di Ḥamās nei suoi confronti. Osserva tuttavia il sen. Luigi Malabarba (PRC) che «non risultano aperti procedimenti penali a carico dell'Ucoii o della Iadl, tanto meno per l'istigazione all'omicidio del sig. Magdi Allam», e che lo stesso Ministro dell'Interno che ha assegnato la scorta ad Allam ha ritenuto di «nominare l'Ucoii nella consulta per l'islam italiano».
A quest'ultima considerazione del sen. Malabarba l'ex Ministro degli Interni Giuseppe Pisanu (principale promotore della citata Consulta) ha in seguito ribattuto sostenendo che sarebbe stato impensabile escludere fin dall'inizio l'UCOII, la principale organizzazione islamica presente in Italia, dal nuovo organo nato appunto per rappresentare l'Islam italiano.

### Viva Israele (2007)
Nel suo libro Viva Israele Allam critica in modo veemente alcuni noti studiosi della realtà arabo-islamica contemporanea, primo fra tutti il prof. Massimo Campanini, allora dell'Università degli Studi di Napoli "L'Orientale". Allam accusa Campanini di antisemitismo, di minimizzare colpevolmente il "pericolo islamista" - un abito mentale tipico, secondo Allam, della grande maggioranza dei docenti universitari italiani - e di sottovalutare, nei suoi libri, editi da prestigiose case editrici italiane e anche straniere, il ruolo dei Fratelli Musulmani nella realizzazione di atti di violenza di stampo fondamentalista nel mondo.
Tale accusa completa il pensiero di Magdi Allam, ostile al mondo universitario dell'orientalistica italiana che, nel corso del 2007, lo aveva ad esempio già indotto a condannare con la massima severità, dalle pagine de Il Corriere della Sera, l'Università degli Studi di Napoli "L'Orientale" - specializzata dal 1732 nello studio delle culture orientali extra-europee - nonché la Georgetown University di Washington, università cattolica statunitense, per aver invitato tra gli altri relatori (fra cui Ṭāriq Ramaḍān) un personaggio quale Rashid Ghannushi per il convegno internazionale Giving Voice to Muslim Democrats tenutosi a Napoli. Ghannushi, a causa di questo articolo, declinò l'invito, asserendo di non sentirsi garantito nella libera espressione delle sue idee.